# Folia mediterranea
Folia mediterranea är en ryggsträngsdjursart som först beskrevs av Lúcia Garcez Lohmann 1899.  Folia mediterranea ingår i släktet Folia och familjen lysgroddar. Inga underarter finns listade i Catalogue of Life.